# Онкопульмонология
Онкопульмонология — раздел медицины, возникший на стыке онкологии и пульмонологии и изучающий доброкачественные и злокачественные опухоли бронхов и лёгких, их этиологию и патогенез, методы их профилактики, диагностики и лечения (хирургического, лучевого, химиотерапевтического и иммунотерапевтического).
К предмету ведения онкопульмонологии относится рак лёгкого.